# Ґутково (Вармінсько-Мазурське воєводство)
Ґутково (пол. Gutkowo, нім. Göttkendorf) — село в Польщі, у гміні Йонково Ольштинського повіту Вармінсько-Мазурського воєводства.
Населення — 513 осіб (2011).
У 1975-1998 роках село належало до Ольштинського воєводства.

## Демографія
Демографічна структура станом на 31 березня 2011 року:
|          | Загалом | Допрацездатний вік | Працездатний вік | Постпрацездатний вік |
| -------- | ------- | ------------------ | ---------------- | -------------------- |
| Чоловіки | 259     | 61                 | 179              | 19                   |
| Жінки    | 254     | 52                 | 167              | 35                   |
| Разом    | 513     | 113                | 346              | 54                   |